# ورزشگاه شهرداری بانبوئنگ

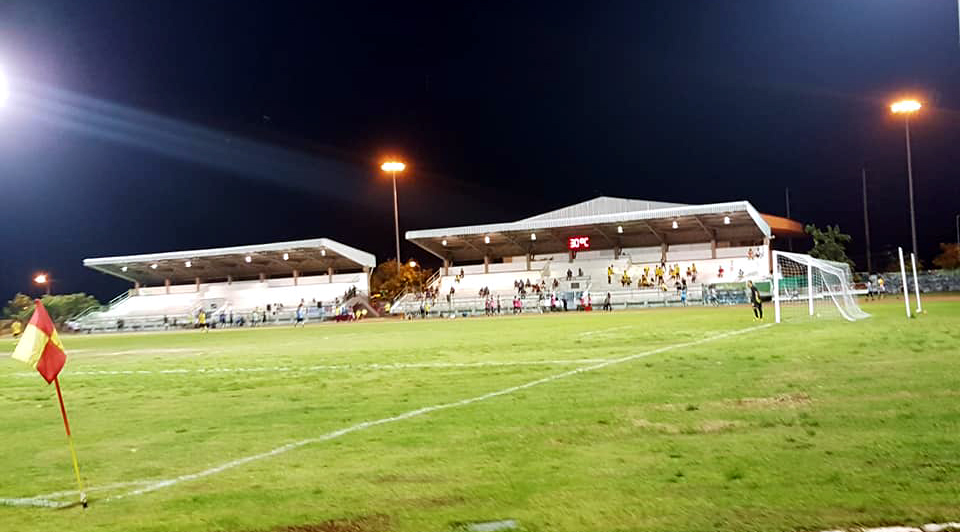
ورزشگاه شهرداری بانبوئنگ

ورزشگاه شهرداری بانبوئنگ (به لاتین: Banbueng Municipal Stadium) یک ورزشگاه در تایلند است که در Ban Bueng واقع شده‌است.